# Церковь Введения во Храм Пресвятой Богородицы на Большой Лубянке
Церковь Введения во Храм Пресвятой Богородицы на Большой Лубянке — утраченный православный храм в Москве, располагавшийся на углу Большой Лубянки и Кузнецкого Моста. Церковь была построена в 1514—1518 годах. Разрушена коммунистами в 1924 году. Находилась на месте нынешней площади Воровского.

## История
В 1514 году Василий III распорядился построить в Москве одиннадцать каменных церквей. Среди них была и Введенская церковь, которая была сооружена в 1514—1518 годах итальянским архитектором Алевизом Новым для поселенцев Псковского подворья.
В 1551 году состоялся Стоглавый собор, по решению которого Введенская церковь стала главным храмом одного из семи сороков, или благочиний, на которые была поделена Москва.
В первой половине XVII века Введенская церковь была приходским храмом князя Дмитрия Пожарского, и именно в ней с 1612 года хранилась чудотворная Казанская икона Божией Матери, которая помогла спасти Москву от нашествия поляков.
В Смутное время церковь Введения во Храм Пресвятой Богородицы пострадала от вандализма поляков. Князь восстановил её и сразу же после победы в октябре 1612 году поставил в этом храме чудотворную Казанскую икону Божией Матери, спасшую Москву. До окончания строительства Казанского собора в Введенскую церковь дважды в год совершали крестный ход из Кремля.
После того, как икону торжественно перенесли в новый Казанский храм, патриарх Филарет учредил к ней на Лубянку[прояснить] особый крестный ход. Известно, что царь Михаил Федорович накануне праздника бывал в Введенской церкви на вечерней службе.
Князь Пожарский подарил Введенскому храму список Казанской иконы в золочёном окладе, щедро украшенном жемчугом, и икону Спасителя с изображением святителей Петра и Алексея. Также Пожарский пожертвовал храму образ Знамения.
В честь своей супруги, скончавшейся в 1635 году, Пожарский устроил во Введенской церкви придел во имя святой великомученицы Параскевы Пятницы.
В середине XVIII века Введенская церковь на Лубянке была заново перестроена архитектором Постниковым на средства прихожан. Он внёс значительные изменения в архитектурный облик церкви: заново были выстроены восьмерик с трапезной и колокольня в стиле барокко. Церковь освящал будущий знаменитый митрополит Платон.
В 1817 году в храме была обновлена живопись на средства владельца антикварного магазина Д. А. Лухманова.
В 1826 году здесь отпевали графа Ростопчина.
В 1924 году церковь была снесена, так как являлась помехой автомобильному движению. Иконы и святыни храма передали в близлежащую церковь Вознесения бывшего Варсонофьевского монастыря, которая впоследствии также была разрушена.

## Современность
Сейчас на месте, где стоял Введенский храм, находится площадь Воровского.
Фундамент Введенского храма, наряду с фундаментами трёх других снесённых храмов, был обнаружен археологами во время работ по замене коммуникаций. Как сообщил в июне 2017 года руководитель департамента культурного наследия Москвы Алексей Емельянов, «находки представляют собой руины», которые с целью сохранения должны быть законсервированы и засыпаны «стерильным грунтом, чтобы вернуть их в привычную среду»: 

Это подземные части сооружений, которые никогда не предназначались для того, чтобы находиться на открытом воздухе. Экспонировать их очень сложно с технической точки зрения.